# Bathyphelliidae
Bathyphelliidae is een familie uit de orde van de zeeanemonen (Actiniaria). De familie is voor het eerst wetenschappelijk beschreven door Carlgren in 1932. De familie omvat 4 geslachten en 9 soorten.

## Geslachten
- Acontiactis
- Acraspedanthus Carlgren, 1924
- Bathyphellia Carlgren, 1932
- Daontesia Carlgren, 1942
- Phelliogeton Carlgren, 1927